# Maximilian Steinberg

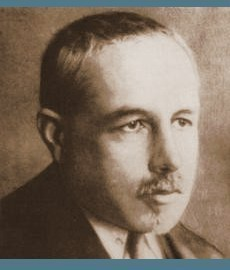
Steinberg in 1915

Maximilian Osejevitsj Steinberg (Russisch: Максимилиа́н Осе́евич Ште́йнберг) (Vilnius, 4 juli 1883 – Leningrad, 6 december 1946) was een Russisch componist en docent aan het Conservatorium van Sint-Petersburg/Leningrad), waar hij gedurende 30 jaar (van 1915 tot 1945) compositie en instrumentatie doceerde. 
Hij studeerde in 1906 af in de natuurkunde en een jaar later in de muziek. Hij trouwde met Nadezjda, de dochter van Nikolaj Rimski-Korsakov. Naast vijf symfonieën schreef hij twee strijkkwartetten, een vioolconcert en diverse kleinere werken voor orkest, koor en solo-instrumenten.
Steinbergs werk behoort tot de romantiek en staat sterk onder invloed van zijn leermeesters Rimski-Korsakov (voor wie hij een bijna idolate bewondering koesterde), Anatoli Ljadov en Aleksandr Glazoenov en (in mindere mate) van Pjotr Iljitsj Tsjaikovski.
Steinberg was leraar van onder anderen Dmitri Sjostakovitsj en Joeri Sjaporin.

## Belangrijkste werken
- 1906 1e symfonie
- 1907 1e strijkkwartet
- 1909 2e symfonie "ter herinnering aan Rimski-Korsakov"
- 1913 Balletmuziek "Metamorphosen", naar Ovidius
- 1918 "Heaven and Earth" voor stem en orkest op tekst van Byron
- 1924 4 liederen voor solo stemmen en orkest op teksten van Rabindranath Tagore
- 1925 2e strijkkwartet
- 1928 3e symfonie
- 1933 4e symfonie
- 1936 "Till Eulenspiegel", ballet gebaseerd op Charles De Coster
- 1942 5e symfonie "op thema's uit Oezbekistan"
- 1946 Vioolconcert

- Bibsys: 5065626
- Biblioteca Nacional de España: XX5244529
- Bibliothèque nationale de France: cb13754820m (data)
- Catàleg d'autoritats de noms i títols de Catalunya: 981058518270206706
- CiNii: DA11799340
- Gemeinsame Normdatei: 122965523
- International Standard Name Identifier: 0000 0001 1049 5893
- Library of Congress Control Number: n84175748
- Nationale Bibliotheek van Letland: 000195980
- MusicBrainz: 5b4484d2-ebd3-41c6-a57d-bb7e447c7d86
- Bibliotheek van het Japanse parlement: 00552223
- Nationale Bibliotheek van Tsjechië: js20020923015
- Nationale Bibliotheek van Israël: 987007296249705171
- Nederlandse Thesaurus van Auteursnamen: 070067198
- SNAC: w6mx4jkg
- Système universitaire de documentation: 122087836
- Trove: 983303
- Virtual International Authority File: 29713656
- WorldCat: E39PBJpDR3KMKxGVpYBJwPTyh3